# Burg Friedberg (Friedberg)

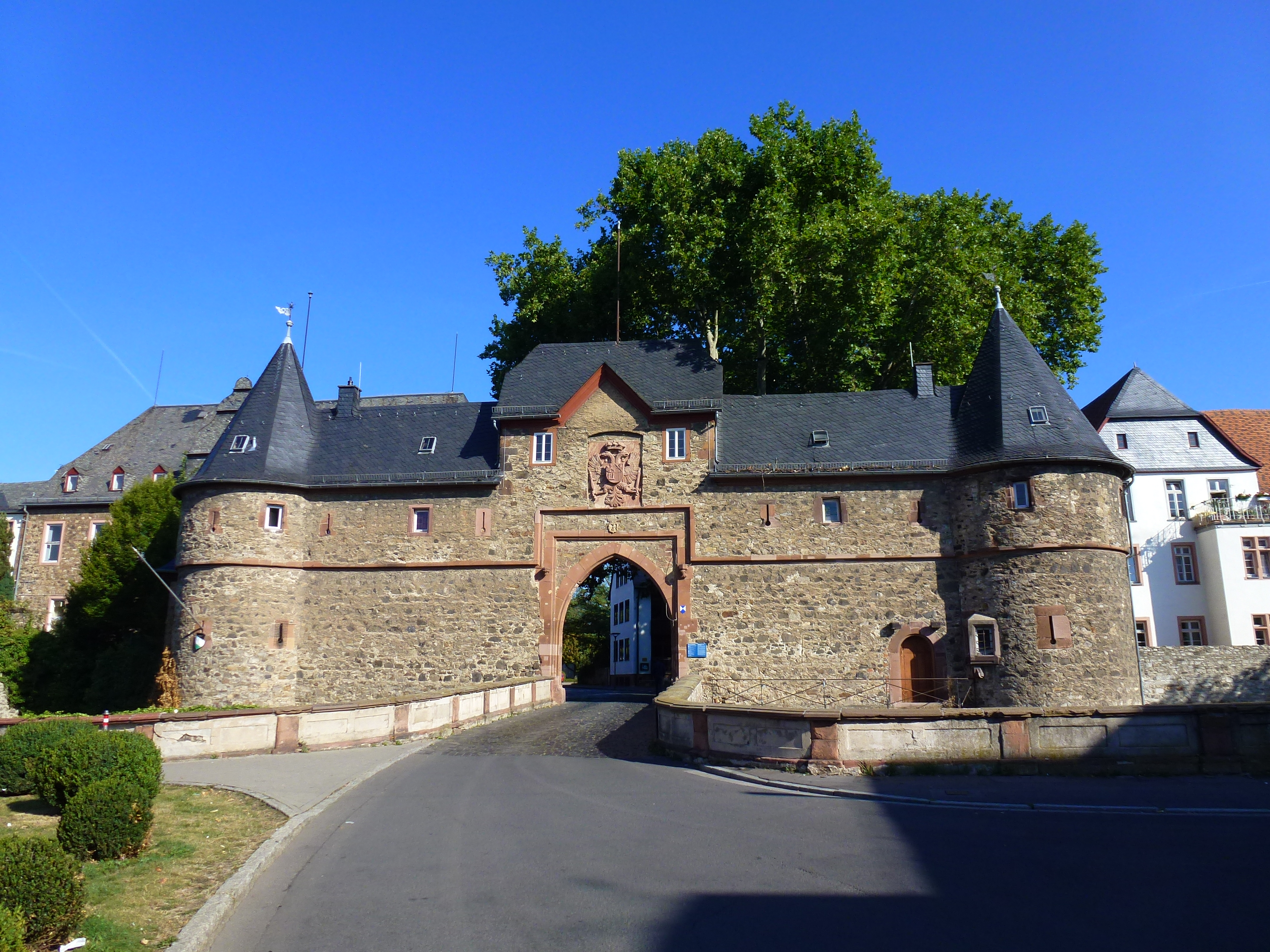
Eingang zur Friedberger Burg

Die Burg Friedberg in der hessischen Stadt Friedberg ist mit 3,9 ha eine der größten Burganlagen Deutschlands (Höhenburg auf 140 m ü. NN). Sie war jahrhundertelang Mittelpunkt der Burggrafschaft Friedberg. Heute beherbergt sie u. a. verschiedene öffentliche Einrichtungen, so große Teile des Finanzamtes, das Burggymnasium und eine Kirche, innerhalb der historischen Mauern.

## Geografische Lage
Auf einem Basaltfelsen mitten in der Wetterau liegen Burg und Stadt Friedberg.

## Vorgeschichte
Auf dem Friedberger Burgberg befand sich zu Beginn des ersten Jahrhunderts n. Chr. ein römisches Militärlager, das bei den Feldzügen des Germanicus errichtet wurde. Danach war Friedberg jahrzehntelang ohne römische Besatzung. Erst unter der Regierung Kaiser Vespasians 69 bis 79 wurde auf dem Burgberg wieder ein römisches Kastell errichtet. Diese mehrmals erweiterte und umgebaute Anlage wurde mit dem Rückzug der Römer auf die Rheingrenze um 260 aufgegeben. Heute noch sichtbar ist der ausgegrabene Rest einer kleinen Badeanlage, vermutlich Teil der Kommandantur des Kastells, der 1965 in den Keller eines Schulhausneubaues einbezogen wurde.

## Geschichte

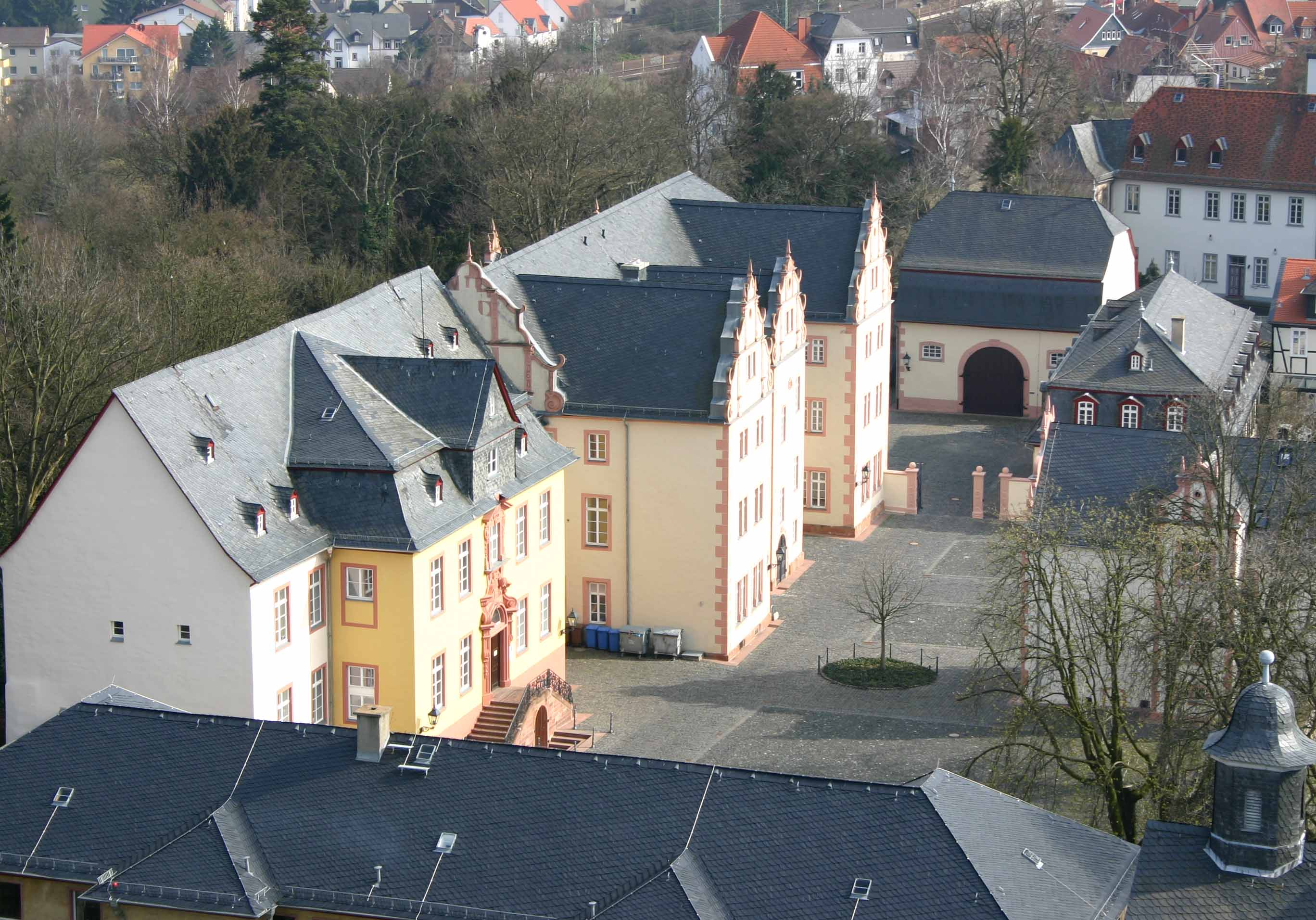
Schloss Friedberg in der Burg

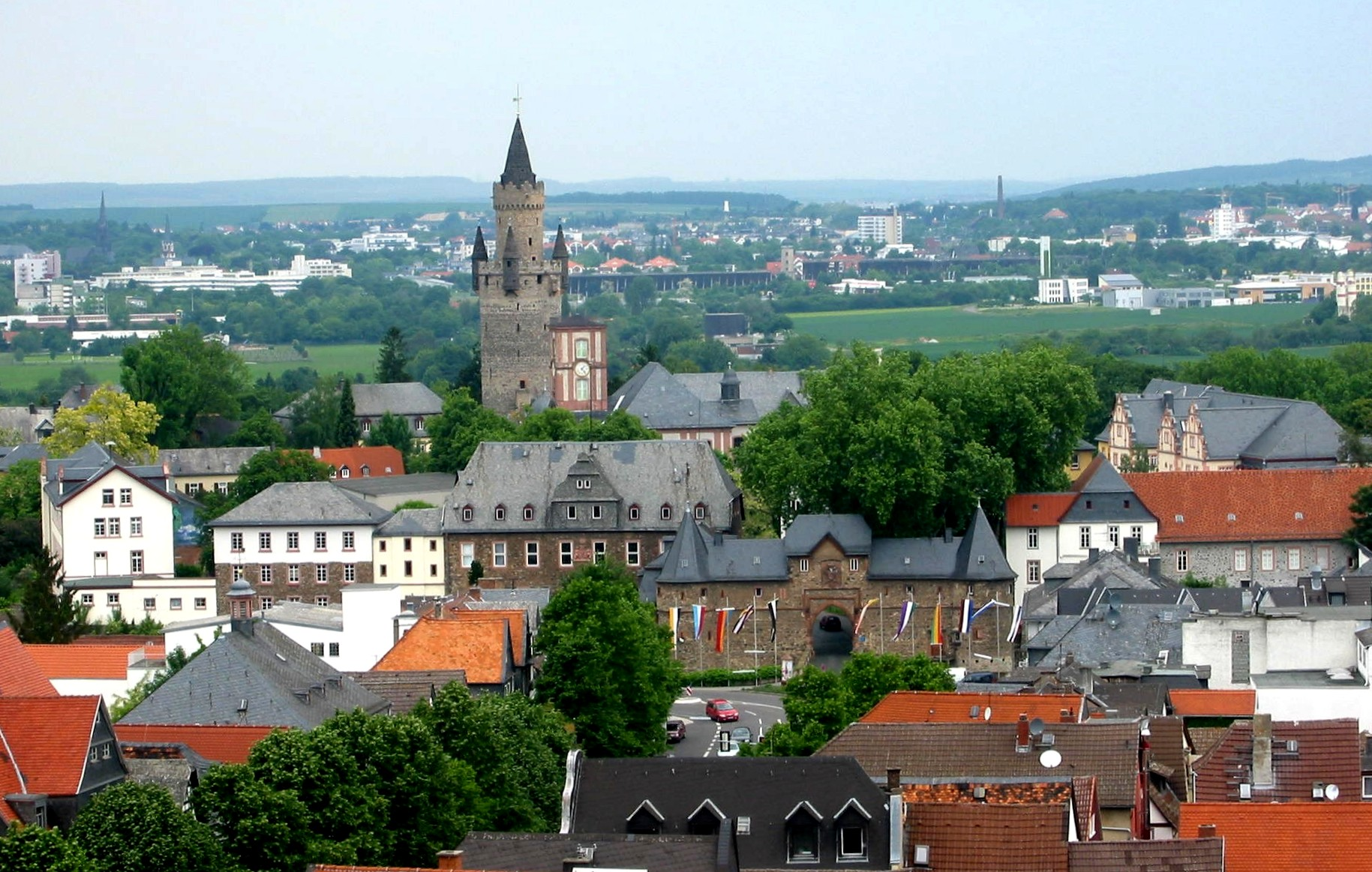
Blick auf die Burg

Die Burg wurde vermutlich im Auftrag von Kaiser Friedrich Barbarossa zwischen 1171 und 1180 gegründet. Die älteste erhaltene Urkunde zur Burg stammt vom 26. Oktober 1216. Sie wird darin als „Wridburg“ bezeichnet und bereits die Funktion des Burggrafen erwähnt.
In der Mitte des 15. Jahrhunderts hatte die Burg ihren größten politischen Einfluss und war an der Kuriatstimme der Wetterauer Grafen auf dem Reichstag beteiligt.

### Innere Organisation
Die Burggrafschaft war genossenschaftlich organisiert und reichsunmittelbar. Die Rechtsstellung eines Burgmannen war erblich und befand sich in den Händen adeliger Familien der Umgebung. Es gab etwa 100 Burgmannen. 
Die Aufgabe der Burg war, wie bei den anderen staufischen Pfalzen, Städten und Burgen Gelnhausen, Frankfurt, Wetzlar und Glauburg, die zum Teil im gleichen Zeitraum errichtet wurden, der Schutz der Wetterau. Zur Wahrnehmung der Burghut und um der Residenzpflicht zu genügen, wurden seit dem 14. Jahrhundert innerhalb der Burg Burgmannenhäuser gebaut. In späterer Zeit wurden die Aufgaben der Burgmannen oft durch dort residierende Beamte wahrgenommen. Seit dem 15. Jahrhundert bildete die Burg eine eigene kleine Herrschaft in der Wetterau, indem sie das Freigericht Kaichen und 1435 die Hälfte der Pfandschaft über die Reichsstadt Friedberg erwarb.
Ab dem 17. Jahrhundert wandelte sich die Burg zunehmend zum Herrensitz. Davon zeugen die repräsentativen Bauten der Burgmannen in der Burg, der weitläufige Burggarten und die Burgkirche. Die Burg behielt ihre staufische Verfassung bis 1806 und wurde dann vom Großherzogtum Hessen mediatisiert.

### Verhältnis zur Reichsstadt Friedberg
Burg und Stadt waren rechtlich zwei selbständige Einheiten, die Burggrafschaft ein eigenes Territorium innerhalb des Heiligen Römischen Reichs deutscher Nation. Allerdings gab es beachtliche Schnittmengen: Der Burggraf war zugleich als oberster Vertreter des Königs in der Reichsstadt Friedberg und hatte dort den Vorsitz im städtischen Rat und im Schöffengericht inne. Im Konflikt zwischen Burg und Stadt siegte zunächst letztere und zerstörte die Burg 1275. König Rudolf I. ging zwar nicht direkt gegen die Stadt vor, stärkte aber die Burg, indem er ihr die Judensteuer in der Stadt zusprach. Das führte in der Folgezeit zu weiteren Konflikten. Auch musste die Stadt die Hälfte des Ungelds, einer Verbrauchssteuer, die in der Stadt erhoben wurde, an die Burg zu deren Wiederaufbau abführen. Um den Konflikt zwischen Burg und Stadt beizulegen, vermittelte König Albrecht I. 1306 die „Ordnung und ewige Satzung“ als neue Verfassung der Stadt. Sie verschob die Machtverhältnisse zugunsten der Burg: Nun gehörten dem städtischen Rat zusätzlich sechs Burgmannen an, die „adeligen Sechser“. Der wirtschaftliche Niedergang der Stadt ab dem 15. Jahrhundert ließ die Burggrafschaft weiter Oberhand gewinnen. Nach einem weiteren, 1482 gescheiterten Versuch der Stadt, sich aus der Umklammerung der Burg zu lösen, diktierte die Burggrafschaft 1483 der Stadt eine neue Ratsordnung, die bis zum Ende des Alten Reichs Bestand haben sollte und die Position der Burg in der Stadt weiter stärkte. Zwischen 1455 und 1535 gelang es der Burggrafschaft Friedberg zudem, Anteile an der Reichspfandschaft über die Stadt Friedberg aufzukaufen. Ab 1535 lag die Pfandschaft nun je zur Hälfte bei Frankfurt und der Burg Friedberg. Die Burg demonstrierte ihre Macht, indem sie das städtische Wappen in das der Burg inkorporierte.

### Partikularrecht
In der Burg – wie in der gesamten Burggrafschaft – galt ein besonderes Partikularrecht, die Friedberger Polizeiordnung. 1679 wurde sie erneuert und gedruckt. Damit ist sie zum ersten Mal schriftlich fassbar. Sie behandelte überwiegend Verwaltungs-, Polizei- und Ordnungsrecht. Insofern blieb für den weiten Bereich des Zivilrechts das Solmser Landrecht die Hauptrechtsquelle. Das Gemeine Recht galt darüber hinaus, wenn all diese Regelungen für einen Sachverhalt keine Bestimmungen enthielten. Diese Rechtslage blieb auch im 19. Jahrhundert geltendes Recht, nachdem die Burggrafschaft an das Großherzogtum Hessen übergegangen und Stadt und Burg 1834 vereinigt worden waren. Erst das Bürgerliche Gesetzbuch vom 1. Januar 1900, das einheitlich im ganzen Deutschen Reich galt, setzte dieses alte Partikularrecht außer Kraft.

### Nachfolge im Großherzogtum Hessen
Bis 1821 bildete der Burgbezirk ein eigenes Amt, das Amt Burg-Friedberg, des Großherzogtums in dessen Provinz Oberhessen. 1821 wurde es – wie alle Ämter in der Provinz Oberhessen – aufgelöst und dabei auch die Aufgaben von Verwaltung und Rechtsprechung auf unterer Ebene getrennt. Die Verwaltungsaufgaben des ehemaligen Amtes Burg-Friedberg wurden auf den Landratsbezirk Butzbach und die Rechtsprechung dem Landgericht Friedberg übertragen. 1834 wurde die Burg in die Stadt Friedberg eingemeindet. Im Jahr 1846 starb mit Sigmund Löw von und zu Steinfurth der letzte der Burgmannen.

## Befestigung
Die Burg war stark befestigt. Sie besaß zwei Hauptzugänge:
- Der nördliche, dessen erhaltene Bausubstanz in die Mitte des 14. Jahrhunderts zurückreicht, wies sechs Torbauten auf, von denen drei erhalten sind. Er führte außerhalb der Stadt Friedberg über die Vorstadt zum Garten direkt in das freie Vorfeld der Burg.
- Der südliche Zugang von der Stadt Friedberg war durch den tiefen Burggraben, den sogenannten Hirschgraben, und eine Zugbrücke gesichert.

### Der Adolfsturm

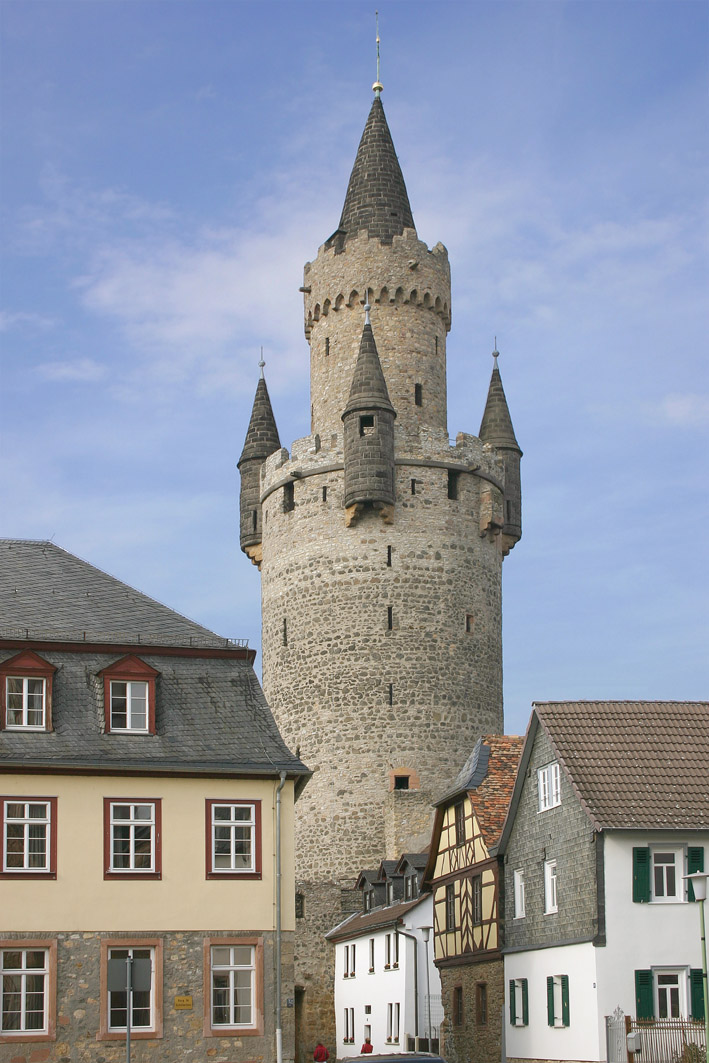
Der Adolfsturm in Friedberg ist ein Butterfassturm

Ursprünglich besaß die Burg zwei Bergfriede; der vermutlich noch aus staufischer Zeit stammende Turm am Südtor stürzte 1684 ein, der andere, der Adolfsturm, stammt aus der Mitte des 14. Jahrhunderts und ist das älteste erhaltene mittelalterliche Bauwerk der Burg. Heute ist er das Wahrzeichen der Stadt und mit einer Höhe von 54,42 m (mit Wetterfahne 58,22 m) einer der größten Bergfriede Deutschlands. Im Jahr 1347 konnten die Friedberger Burgmannen Graf Adolf von Nassau gefangen nehmen. Mit dem Lösegeld war es nun möglich, einen neuen Bergfried zu erbauen, den man nach der freigelassenen Geisel Adolfsturm nannte. Erbaut wurde der Turm aus Quarzit aus dem Taunus und Basalt aus dem nahen Fauerbach.
In den Jahren 1893/96 wurde der Adolfsturm aufwändig romantisiert. Dabei erhielt er sein heute charakteristisches Aussehen mit dem spitzen Helm. Rekonstruiert wurden auch die vier Seitentürmchen (Wichhäuschen). Außerdem wurde eine Steganlage zum Eingang ergänzt, der ursprünglich in 13 Meter Höhe nur mit einer Leiter zu erreichen war. Der Turm verfügt über zwei umlaufende Aussichtsebenen. Die untere liegt bei den Wichhäuschen in 31 Meter Höhe, die obere Aussichtsplattform in 42,5 Meter Höhe. Von dieser ist ein Blick bis ins 30 Kilometer entfernte Frankfurt möglich. Orientierungstafeln an der Brüstung erläutern die Sichtziele.
Am 28. Februar 2010 wurde die Spitze des Adolfsturms vom Orkan Xynthia abgeknickt.
Der Adolfsturm befindet sich in der Verwaltung der Staatlichen Schlösser und Gärten Hessen und wird vom Geschichtsverein der Stadt Friedberg der Öffentlichkeit an Wochenenden nachmittags zugänglich gemacht.

### Das Burggrafiat (Schloss)

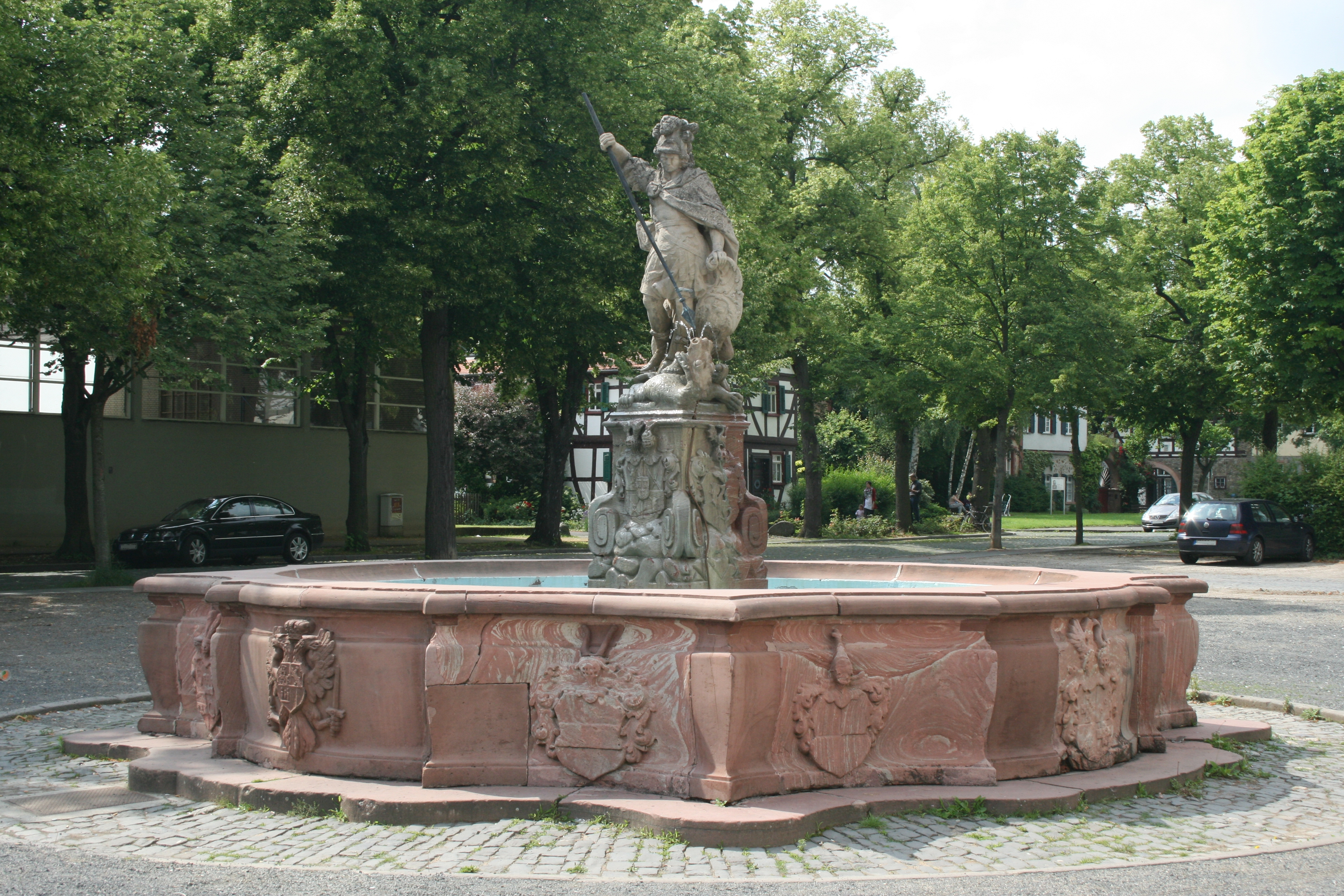
St. Georgsbrunnen

In den Jahren 1604–1610 wurde der Kronberger Hof von dem damaligen Burggrafen Johann Eberhard von Cronberg erbaut. Der Gebäudekomplex, im Stil der Hochrenaissance erbaut, diente ab 1698 als Sitz der Friedberger Burggrafen. Von 1817 bis 1919 fungierte es als Schloss der hessischen Großherzoge. Im Jahr 1910 wohnte der letzte Zar Russlands Nikolaus II. während eines Kuraufenthalts im benachbarten Bad Nauheim als Gast der Großherzöge im Friedberger Schloss. Seine Frau Alix von Hessen-Darmstadt war die Schwester des damaligen Großherzogs. Im Juni 1990 brannte das Burggrafiat fast gänzlich aus. Erhalten blieben nur die Außenmauern; es wurde allerdings wieder aufgebaut.
In das Baugefüge des Burggrafiats ordnen sich der Marstall, das barocke Deutschordenshaus (erbaut: 1716–1718), 1491–1806 Faktorei der Kommende Frankfurt am Main und 1589–1764 Direktorium der Mittelrheinischen Ritterschaft, der Kavaliersbau (Anfang des 17. Jahrhunderts) und das große Renaissancetor (1611/1752) ein.  Heute werden alle genannten Gebäude vom Finanzamt genutzt.
Außerhalb des Schlossbereiches befindet sich der Georgsbrunnen aus dem Jahr 1738. Die Brunnenfigur des Heiligen Georg wurde von dem Mainzer Bildhauer Burkard Zamels im Stile des Barock geschaffen. Die Figur, die heute den Brunnen schmückt, ist eine Kopie; das Original befindet sich im nahegelegenen Wetterau-Museum.

### Die Burgkirche

Burgkirche

Der frühklassizistische Kirchenbau wurde von dem Hanauer Franz Ludwig Cancrin entworfen und dem Bad Nauheimer Baumeister Johann Philipp Wörrishöfer erbaut. Sie ersetzte die mittelalterliche St. Georgskirche, die im 18. Jahrhundert abgerissen wurde. Auf dem Grundriss eines Griechischen Kreuzes erhebt sich der kompakte Kirchenbau, der mit einem verhältnismäßig niedrigen Turm ausgestattet ist. Begonnen wurden die Bauarbeiten bereits am 14. Juli 1783, dauerten allerdings bis 1808, was damaligen politischen Streitigkeiten zuzuschreiben ist. Das Innere der Kirche repräsentiert eine typische protestantische Predigtkirche. Die Erscheinung des Inneren der Kirche wird von der tempelartigen Fassade samt Empore und Orgel dominiert.

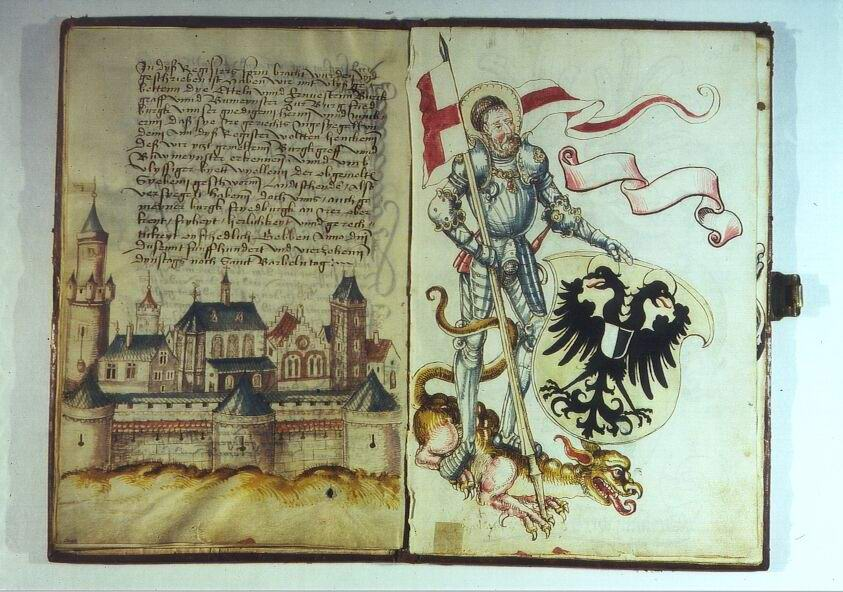
Darstellung der Burg Friedberg und des heiligen Georg als Schutzpatron der Burg im Salbuch des Klosters Naumburg

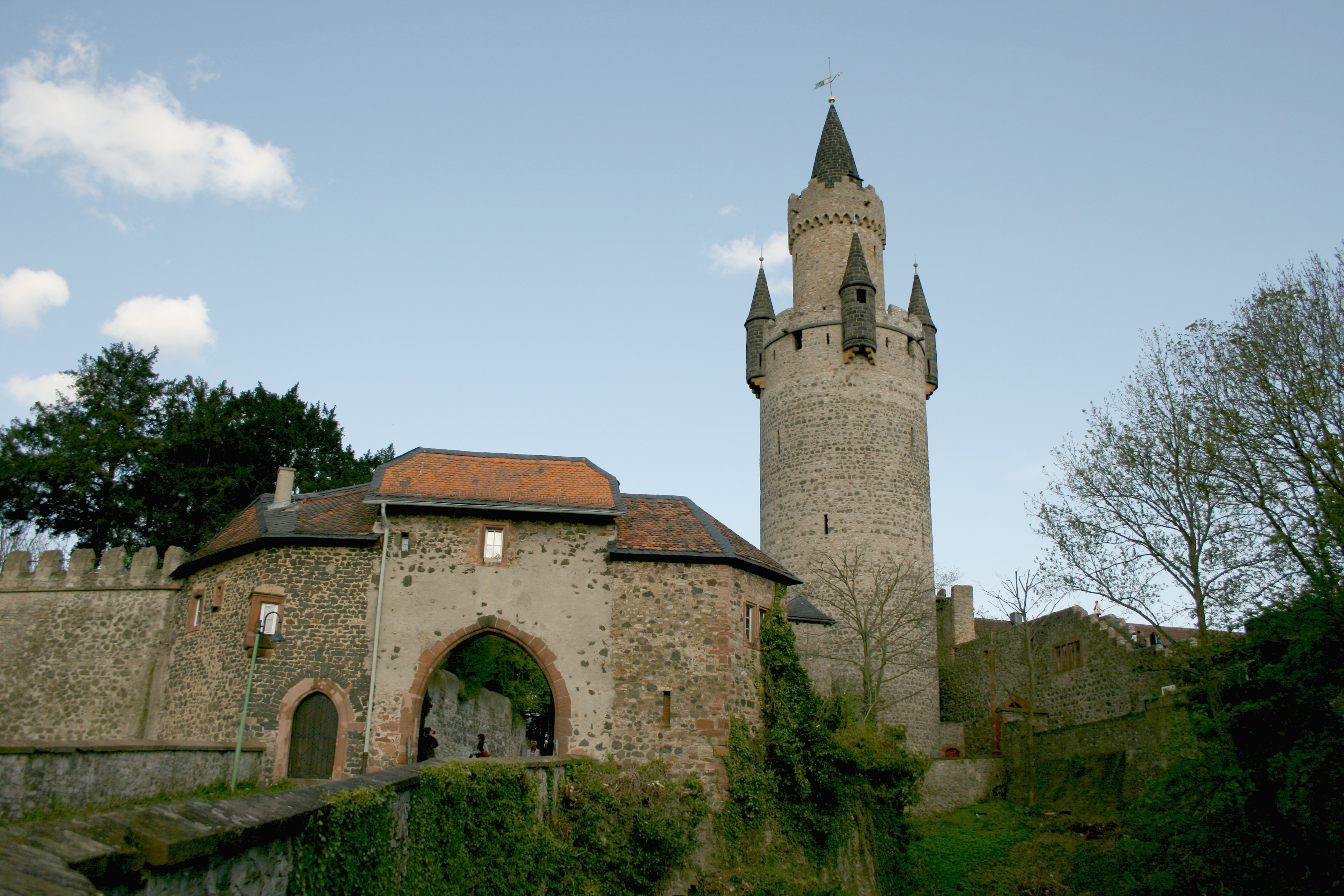
Nordtor und Adolfsturm 2009

Am 30. September und 1. Oktober 1947 vereinigten sich die evangelischen Landeskirchen Nassau, Hessen-Darmstadt und Frankfurt am Main in der Burgkirche zur Evangelische Kirche in Hessen und Nassau. Einen Tag später wurde Martin Niemöller zu ihrem ersten Kirchenpräsidenten gewählt.
Zum 200-jährigen Jubiläum der Kirche im Jahr 2008 wurden umfangreiche Renovierungsmaßnahmen am Kirchengebäude vollzogen, in den Folgejahren u. a. das Dach gerichtet, die Fassade gestrichen (nun taubenblau statt rot) und im Inneren die Stuckdecke saniert.

### Weitere Gebäude
Die doppelte Umwehrung aus dem 14.–16. Jahrhundert ist in ganzem Umfang erhalten, ebenso wie ein Teil der Innenbebauung. Im geräumigen Burgareal stehen noch eine Reihe von Burgmannenhäusern. Neben dem mächtigen Burgtor befindet sich die barocke Burgwache (1771/72), die der Frankfurter Hauptwache nachempfunden ist. Erwähnung verdient besonders das barocke Portal der ehemaligen Burgkanzlei (1512), die heute ein Teil des Burggymnasiums, einem Oberstufengymnasium, ist. Das Gebäude diente ab Mitte des 19. Jahrhunderts als Lehrerseminar.

## Wissenswert
Zeugnisse über die Geschichte der Burg und Stadt Friedberg sind im Wetterau-Museum in der Haagstraße ausgestellt. Bedeutend sind neben drei Stadtansichten aus dem 16. Jahrhundert die Porträts Friedberger Burggrafen, die Grabplatte des Burggrafen Johann Brendel von Homburg und die Originalstatue vom St. Georgsbrunnen. Hier befindet sich auch ein Modell von Burg und Stadt Friedberg, das einen guten Überblick über die Burganlage im Spätmittelalter gibt.